# Єреміївська сільська рада
Єремі́ївська сільська́ ра́да — колишня адміністративно-територіальна одиниця та орган місцевого самоврядування в Роздільнянському районі (поділ 1930-2020) Одеської області. Адміністративний центр — село Єреміївка. Дата ліквідації АТО — 17 липня 2020 року.

## Загальні відомості
- Територія ради: 69,842 км²
- Населення ради: 1 780 осіб (станом на 2001 рік)

## Історія
На 1 жовтня 1925 року існувала Яреміївська німецька національна сільська Рада Янівського району Одеської округи.
Станом на 1 вересня 1946 року до складу Єреміївської сільської ради входили: с. Єреміївка, х. Мікояна, х. Соколівка, х. Шеметівка.
На 1 травня 1967 року до складу Єреміївської сільської ради входили: с. Єреміївка, с. Веселе, с. Поташенкове, с. Шеметове. На території сільради був колгосп імені Ульянова (господарський центр — Єреміївка).
7 червня 1983 р. в підпорядкування Єреміївської сільради передані села Богнатове та Бурдівка Єгорівської сільради Роздільнянського р-ну.
Відповідно до розпорядження КМУ № 623-р від 27 травня 2020 року «Про затвердження перспективного плану формування територій громад Одеської області» Єреміївська сільська рада як АТО разом ще з 9 сільрадами і 1 міською радою району ввійшла до складу спроможної Роздільнянської міської громади.
Сільрада як ОМС реорганізована з 10 грудня 2020 року шляхом приєднання до Роздільнянської міської ради.

## Населені пункти
Сільській раді були підпорядковані населені пункти:
- с. Єреміївка
- с. Богнатове
- с. Бринівка
- с. Бурдівка
- с. Веселе
- с. Поташенкове
- с. Шеметове

## Населення
Згідно з переписом УРСР 1989 року чисельність наявного населення сільської ради становила 1571 особа, з яких 727 чоловіків та 844 жінки.
За переписом населення України 2001 року в сільській раді мешкало 1780 осіб.

### Мова
Розподіл населення за рідною мовою за даними перепису 2001 року:
| Мова       | Відсоток |
| ---------- | -------- |
| українська | 93,99 %  |
| російська  | 3,88 %   |
| молдовська | 1,74 %   |
| вірменська | 0,17 %   |
| білоруська | 0,06 %   |
| болгарська | 0,06 %   |

## Склад ради
Рада складалася з 20 депутатів та голови.
- Голова ради:

### Керівний склад попередніх скликань
| Прізвище, ім'я, по батькові | Основні відомості                                    | Дата обрання | Дата звільнення |
| --------------------------- | ---------------------------------------------------- | ------------ | --------------- |
| Сухой Микола Дмитрович      | Сільський голова, 1964 року народження, безпартійний | 26.03.2006   | 31.10.2010      |

Примітка: таблиця складена за даними сайту Верховної Ради України

### Депутати
За результатами місцевих виборів 2010 року депутатами ради стали:

#### За суб'єктами висування
| Суб'єкт висування | Кількість обраних депутатів | %  |
| ----------------- | --------------------------- | -- |
| Партія регіонів   | 10                          | 50 |
| Самовисування     | 9                           | 45 |
| Народна партія    | 1                           | 5  |

#### За округами
| № округу        | Прізвище, ім'я, по батькові        | Дата визнання обраним | Освіта             | Партійна приналежність | Відомості про обраного депутата                       |
| --------------- | ---------------------------------- | --------------------- | ------------------ | ---------------------- | ----------------------------------------------------- |
| Народна Партія  |                                    |                       |                    |                        |                                                       |
| 20              | Покотілова Наталя Олександрівна    | 05.11.2010            | вища               | член Народної партії   | загальноосвітня школа I-III ст. с. Бурдівка, вчитель  |
| Партія регіонів |                                    |                       |                    |                        |                                                       |
| 1               | Любкевич Ярослав Ярославович       | 05.11.2010            | вища               | член Партії регіонів   | загальноосвітня школа I-III ст. с. Єреміївка, вчитель |
| 4               | Чебан Микола Анатолійович          | 05.11.2010            | середня спеціальна | член Партії регіонів   | приватний підприємець                                 |
| 5               | Коваленко Ірина Василівна          | 05.11.2010            | середня спеціальна | член Партії регіонів   | приватний підприємець                                 |
| 6               | Войтович Віталій Олександрович     | 05.11.2010            | середня            | член Партії регіонів   | приватний підприємець                                 |
| 8               | Мадей Валентина Ярославівна        | 05.11.2010            | вища               | член Партії регіонів   | Єреміївська сільська рада, головний бухгалтер         |
| 14              | Степаненко Микола Миколайович      | 05.11.2010            | середня            | член Партії регіонів   | тимчасово не працює                                   |
| 15              | Турчук Олексій Йосипович           | 05.11.2010            | середня            | член Партії регіонів   | ТОВ «Зоря», заступник директора                       |
| 16              | Мартинюк Юрій Михайлович           | 05.11.2010            | середня            | член Партії регіонів   | приватний підприємець                                 |
| 17              | Майстерюк Геннадій Пантеліймонович | 05.11.2010            | середня            | член Партії регіонів   | торговельний порт, докер                              |
| 19              | Сєньков Микола Васильович          | 05.11.2010            | середня            | член Партії регіонів   | тимчасово не працює                                   |
| Самовисування   |                                    |                       |                    |                        |                                                       |
| 2               | Іосіфов Олег Миколайович           | 05.11.2010            | вища               | позапартійний          | тимчасово не працює                                   |
| 3               | Мадей Іван Миколайович             | 05.11.2010            | середня            | позапартійний          | приватний підприємець                                 |
| 7               | Іллящук Зіновія Володимирівна      | 05.11.2010            | вища               | позапартійна           | ЖКС «Фонтанський», паспортистка                       |
| 9               | Тулейбич Валерій Миколайович       | 05.11.2010            | середня            | позапартійний          | приватний підприємець                                 |
| 10              | Лисий Михайло Іванович             | 05.11.2010            | вища               | позапартійний          | ТОВ «Єреміївська-2», заступник директора              |
| 11              | Шевченко Євгенія Володимирівна     | 05.11.2010            | середня спеціальна | позапартійна           | пенсіонер                                             |
| 12              | Богдан Володимир Максимович        | 05.11.2010            | середня            | позапартійний          | пенсіонер                                             |
| 13              | Долгіх Михайло Володимирович       | 05.11.2010            | вища               | позапартійний          | приватний підприємець                                 |
| 18              | Новацький Микола Ярославович       | 05.11.2010            | середня            | позапартійний          | автозаправна станція 15 «Веста», оператор             |